# Телепорт (связь)
Телепорт (англ. Telecommications port, Teleport) — магистральная земная станция, предназначенная для оказания услуг спутниковой связи и подключения спутниковых каналов к наземным сетям.
Телепорт может быть корпоративным (ведомственным) или коммерческим. Корпоративный телепорт используется его владельцем преимущественно для организации своих внутренних сетей связи и вещания, коммерческие телепорты предназначены для оказания услуг спутниковой связи внешним клиентам. Кроме того, владелец телепорта может предоставлять другим операторам услуги по размещению оборудования связи и вещания и подключения его к спутниковым и наземным каналам. Собственные телепорты имеют все владельцы спутниковых группировок, такие как Intelsat, Eutelsat, ФГУП «Космическая связь», Газпром космические системы, а также все крупные операторы сетей спутниковой связи.

## История
Первый коммерческий телепорт был построен в США в 1984 году, после отмены администрацией Рейгана монополии компании COMSAT на оказание услуг спутниковой связи. В 1985 году была создана ассоциация WTA (World Teleport Association), ставшая всемирным объединением владельцев крупнейших телепортов. WTA сертифицирует телепорты на соответствие уровням надёжности Tier 1 — Tier 4, предлагает их услуги на международных рынках, публикует мировые рейтинги телепортов.

## Состав телепорта
В состав телепорта входят подключения к наземным сетям скоростными каналами связи, радиотехнические средства (спутниковые антенны со средствами наведения, приёмные и передающие усилители) и управление ими, серверные для размещения коммуникационного оборудования, резервированные системы энергоснабжения, средства обеспечения безопасности. На телепортах размещаются центральные станции спутниковых сетей, модемы магистральных каналов, оборудование спутникового телерадиовещания, контрольные станции. Название «телепорт» используется и для приёмных центров распределительных и кабельных телевизионных сетей.
Телепорт может достаточно компактным и состоять из одной или нескольких спутниковых антенн и серверных с оборудованием спутниковой связи и вещания, а может занимать территорию в несколько гектаров и включать десятки антенных постов, оборудование различных операторов и средства управления спутниками и сетями.